# Golpe de Estado na Libéria em 1980
O golpe de Estado na Libéria em 1980 aconteceu em 12 de abril de 1980, quando o presidente William Richard Tolbert, Jr. foi deposto e assassinado em um violento golpe de Estado. O golpe foi organizado por uma facção nativa liberiana das Forças Armadas da Libéria sob o comando do sargento-chefe Samuel Doe. Após um período de transição, Doe continuaria a governar o país ao longo da década de 1980 até seu assassinato, em 9 de setembro de 1990, durante a Primeira Guerra Civil da Libéria.

## Eventos
Nas primeiras horas de 12 de abril de 1980, 17 oficiais não-comissionados e soldados das Forças Armadas da Libéria liderados pelo sargento Samuel Doe lançaram um violento golpe de Estado. Todos os conspiradores eram nativos liberianos, enquanto que Tolbert era membro da comunidade americo-liberiana (que governava a Libéria desde a independência em 1847). O grupo entrou na Mansão Executiva (palácio presidencial) e assassinou Tolbert, cujo corpo foi lançado em uma vala comum juntamente com outras 27 vítimas do golpe. Uma multidão de liberianos furiosos reuniu-se para gritar insultos e atirar pedras nos corpos.  

## Consequências
Até o final de abril, a maioria dos membros do gabinete do governo de Tolbert foram julgados em um tribunal canguru e condenados à morte. Muitos deles foram executados publicamente em 22 de abril em uma praia perto do centro de treinamento de Barclay em Monróvia. Apenas quatro membros do governo Tolbert sobreviveram ao golpe e seus resultados; entre eles o Ministro das Finanças, a futura presidente Ellen Johnson Sirleaf, e o Vice-Presidente Bennie Dee Warner.
Após o golpe, Doe assumiu o posto de general e estabeleceu o Conselho de Redenção Popular (People's Redemption Council, PRC), composto pelo próprio e 14 outros oficiais de baixa patente, para governar o país. O Conselho de Redenção Popular seria dissolvido após a eleição geral de 1985, na qual Doe foi eleito presidente; sendo empossado no dia 6 de fevereiro de 1986. Doe continuou governando o país até ser assassinado em 9 de setembro de 1990 pela Frente Patriótica Nacional Independente da Libéria (Independent National Patriotic Front of Liberia, INPFL), liderada por Prince Johnson, durante a Primeira Guerra Civil Liberiana.